# J-SPO
『J-SPO』（ジェイスポ）はTBS系列（JNN）で毎週月曜未明（日曜深夜）に放送されたスポーツニュース番組。

## 番組概要
2002年3月で終了した『JNNスポーツ&ニュース』のスポーツパートと『SPO LOVE 2002』を統合してスタートした番組で、2006年9月までは「J-SPORTS」として放送されたが、10月から表題のタイトルに変更し内容を番組名を一新（CS放送局のJ SPORTSと間違えられるため）。
この番組が始まる前の1998年から2000年にCS放送で同名の「J-SPORTS」というチャンネルが存在した（その後SKY sportsと統合し「J SKY SPORTS」となったが、当番組スタート後の2003年から（ハイフンなしの）「J SPORTS」に改称された。また、2005年11月からTBSはそのJ SPORTSの運営会社に資本参加している）。
2002年12月まで白石美帆が担当する『サンデースーパーサッカー』というミニコーナーが存在していたが、2003年1月より白石がメイン司会に昇格すると同時に野球専門番組へ完全リニューアルしたため消滅した。また、2009年3月までは土曜日にも『スーパーサッカー』の1コーナーとして放送された。
この番組では主にアメリカ大リーグと日本のプロ野球の話題を中心においており、シーズン中はもちろん、シーズンオフも毎週のプロ野球の動きを積極的にフォローしている。特に大リーグ情報は日本人選手はもとよりその週の注目選手の動向を詳細に伝えている。当時のTBSは土曜日にサッカー中心の『スーパーサッカー』を放送して、土曜日はサッカー、日曜日は野球という形になっていた。
日曜深夜の『JNNニュース』は、当初この番組のスタジオから放送されていたが、後に報道スタジオから放送された。『J-SPORTS』開始当初はニュース終了後カメラが移動して生予告するパターン（ローカルニュース枠が長い毎日放送を除く）だったが、その後ナレーション付きの予告VTRが流れるのみとなった。
番組主題歌は3B LAB.☆Sの『世界一になりたい』だったが2007年4月から上戸彩の『SAVE ME』に。それと同時に月曜日（日曜日深夜）の音声モードがモノラル放送（モノステレオ放送）からステレオ放送に変更された。
2009年3月30日（29日深夜）より、現在の形態をほぼ踏襲する形で10分延長（0時スタート）の新シリーズ『S☆1Jスポ』としてリニューアル。同時に従来の『JNNニュース』を吸収した。これまで0:30で飛び降りた地域でも今後は50分フルネットで放送される。しかし野球要素は薄まってしまった。
2010年3月29日（28日深夜）をもって恵・槙原そしてナレーションの広中が降板。この日の放送が『J-SPO』としての正式な最終回としたため、J-SPO時代の名残は完全に消滅した。

## 出演者
| 期間 | 期間      | メインキャスター | メインキャスター | サブキャスター       | コメンテーター |
| 期間 | 期間      | 男性             | 女性             | サブキャスター       | コメンテーター |
| --- | --------- | ---------------- | ---------------- | -------------------- | -------------- |
| 2002.4.8                                                                                                | 2003.3.31 | 恵俊彰 槙原寛己  | 白石美帆1        | 木村郁美 有馬隼人    | （不在）       |
| 2003.4.7                                                                                                | 2004.3.29 | 恵俊彰 槙原寛己  | 白石美帆1        | 有馬隼人 川田亜子    | （不在）       |
| 2004.4.5                                                                                                | 2005.6.27 | 恵俊彰 槙原寛己  | 白石美帆1        | 高畑百合子           | （不在）       |
| 2005.7.4                                                                                                | 2006.10.2 | 恵俊彰 槙原寛己  | 白石美帆1        | 新井麻希             | （不在）       |
| 2006.10.9                                                                                               | 2008.3.24 | 恵俊彰 槙原寛己  | SHEILA           | 出水麻衣             | （不在）       |
| 2008.3.31                                                                                               | 2008.3.31 | 恵俊彰 槙原寛己  | SHEILA           | 出水麻衣             | 桑田真澄       |
| 2008.4.7                                                                                                | 2008.9.29 | 恵俊彰 槙原寛己  | SHEILA           | 青木裕子             | 桑田真澄       |
| 2008.10.6                                                                                               | 2009.3.23 | 恵俊彰 槙原寛己  | SHEILA           | 藤森祥平             | 桑田真澄       |
| 2009.3.30                                                                                               | 2010.3.29 | 恵俊彰 槙原寛己  | （不在）         | 山本匠晃 枡田絵理奈2 | 野村克也       |
| - 1 当初は『サンデースーパーサッカー』のコーナーのみ担当、2003年1月より司会に昇格。 - 2 『S☆1』も続投。 |           |                  |                  |                      |                |

### リポーター
以下3名とも全期間は出演していない。
- 広沢好輝（元ヤクルト→阪神。俳優。スポーツニッポン・メジャーリーグ評論家。新庄剛志とは阪神時代のチームメイトで親友。メジャーリーグ情報の現地リポーターを務めた）
- 鉄矢多美子（日刊スポーツ・メジャーリーグジャーナリスト）
- 笹田幸嗣（番組メジャーリーグ特派員）

### ナレーター
- 広中雅志
- 市川展丈

## 題字
『J-SPORTS』の「J」は、読売ジャイアンツ終身名誉監督の長嶋茂雄によって書かれたものであり、自身が脳梗塞に倒れる前に書かれたものである。『J-SPO』と表題は一新されたが、「J」はそのまま使われている。

## 放送時間（JST、番組終了時点）

### 単独番組時代（2002年4月8日〈7日深夜〉〜2009年3月23日〈22日深夜〉）
- TBS（制作局）・北海道放送・テレビユー山形・東北放送・新潟放送・静岡放送・中部日本放送・中国放送・テレビ山口・あいテレビ・熊本放送・大分放送
0:10 - 0:50（まれに特番のため0:30までの短縮放送の日がある）
- 上記以外のJNN系列局
0:10 - 0:30

『世界遺産』の枠移動後、2008年3月31日（30日深夜）からはしばらくの間23:40 - 翌0:20（一部地域は0:00まで。実際は21・22時台の期末・期首編成の影響で、開始時間がこれより遅くなることが殆どであった）の枠で放送されていたが、4月28日（27日深夜）より23:30 - 翌0:00の枠で新番組『絶景!アジア紀行』が開始されたため、放送時間が上記に戻った。
かつては前半部の最後で「日曜日のスポーツニュース」を挿入し、その後にある一部系列局の飛び降りポイントで「以上、日曜日のスポーツをお伝えしました」というフレーズを入れる配慮が見られた。

### 『S☆1』内包時代（2009年3月30日〈29日深夜〉〜2010年3月29日〈28日深夜〉）
- TBS系列28局フルネット
0:00 - 0:50

但し、『S☆1』初日の放送では0:10 - 0:50の短縮版で放送された。